# Kreuzsee

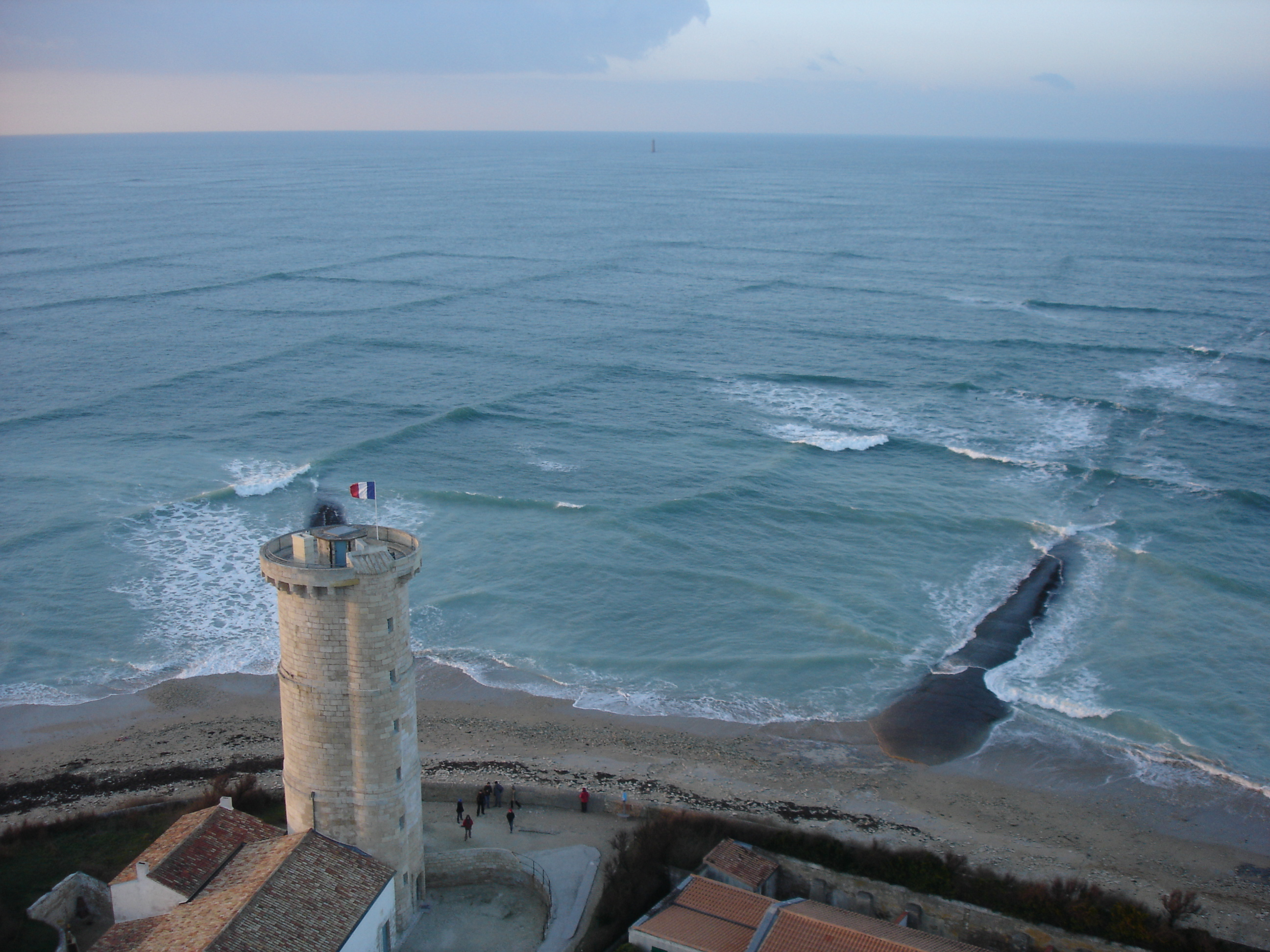
Kreuzsee bei der Île de Ré

Kreuzsee bezeichnet das Phänomen auf See, das entsteht, wenn Wellen aus unterschiedlichen Richtungen aufeinandertreffen (sich kreuzen). Durch die Überlagerung dieser Wellensysteme entsteht ein kompliziertes Wellenmuster, das aus zwei Gründen gefährlich für die Schifffahrt werden kann: Zum einen sind Kreuzseen sehr schlecht vorhersehbar, es ist also schwieriger, jede Welle im idealen Winkel anzufahren. Zum anderen können durch die Überlagerung einzelne Wellen deutlich höher ausfallen, als dies normalerweise zu erwarten wäre, siehe Interferenz.
Kreuzseen können verschiedene Ursachen haben, beispielsweise:
- nach einer Winddrehung überlagern sich die durch den Wind aufgeworfenen Wellen mit der alten Dünung,
- durch Wind erzeugte Wellen überlagern sich mit einer Dünung, die aus einem anderen Seegebiet herangelaufen ist,
- Wellen laufen hinter einem Hindernis (z. B. einer Insel) wieder zusammen,
- Wellen werden von einem Hindernis (z. B. einer Mole oder Spundwand) zurückgeworfen und treffen auf die auflaufenden Wellen.

Bei frontal aufeinandertreffenden Wellen, etwa hinter einem Fels in der Brandung, die beim Zusammenprall heftig nach oben schießen, spricht man auch von (aufgerissener) Clapotis.